# 缎带骑士

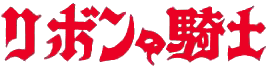

《缎带骑士》（リボンの騎士），又譯《藍寶石王子》或《寶馬王子》。是日本漫畫家手塚治虫從1953年開始連載的日本漫画作品。本作是日本漫畫史上重要的里程碑，為首度採用故事漫畫模式的少女漫畫。
《緞帶騎士》共有四個不同的版本。第一個版本是從1953年起的三年期間在《少女俱樂部》上的連載；第二個版本是從1958年起的一年半期間，在《Nakayoshi》上連載的續篇《雙子騎士》，情節延續《緞帶騎士》結尾，描述男女主角婚後生下的雙胞胎子女的故事；第三個版本是從1963年起的四年期間，在《Nakayoshi》上刊載的修訂版，是將《少女俱樂部》版本修改而成；第四版是因應改編電視動畫播出，在《少女Friend》上刊載的故事，因不受好評而中途夭折。

## 故事簡介
故事有一個類似中世紀歐洲童話的背景，主角藍寶是銀樂園王國的公主，但從小就被視為王子並撫養長大。因為公主沒有繼承皇位的資格，而按照王國的律法，臭名遠播的喬拉敏公爵的兒子塑膠將繼承皇位並欺壓百姓，因此喬拉敏不斷地試圖證明藍寶的性別。
人的性別由天神決定，天神會讓男孩擁有英勇的藍心，女孩擁有溫柔的紅心，但調皮的天使巧比卻讓藍寶同時擁有了兩顆心，因此藍寶成功地扮演了雙重身份。
天神命令巧比下凡取回藍心，但藍寶堅決抗拒，藍寶同時過著男性和女性的生活，有著男裝和女裝的打扮，她還戴上面具並自稱幻影騎士懲奸除惡。藍寶邂逅了金樂園王國的王子法蘭，法蘭將莎菲亞的三個身分視為三個不同的人，且有截然不同的態度。
藍寶和巧比一同經歷了許多難關，並對抗邪惡的魔女。魔女企圖奪取藍寶的紅心，將它交給自己的女兒紅妞，藉此讓法蘭和紅妞成親並奪取金樂園王國。
在故事最後，藍寶和法蘭成親，而巧比也取回了祂的翅膀並回到天堂，並揭示其真實身分「邱比特」。